# Vedaprofeno
Vedaprofeno  es un medicamento antiinflamatorio no esteroideo (AINE) que se utiliza en la medicina veterinaria para el tratamiento del dolor y la inflamación debido a los trastornos músculo-esqueléticos en perros y caballos y para el tratamiento del dolor debido al cólico equino.